# Толстой (фестиваль)
Фестиваль «Толстой» — международный театральный фестиваль, проводимый ежегодно на территории музея-заповедника «Ясная Поляна».

## Описание
Впервые театральный фестиваль состоялся в 2016 году: ведущие российские театры представили спектакли по произведениям Льва Толстого.
В последующие годы он приобрел международный статус: в программе появились постановки иностранных театров и встречи с зарубежными режиссерами.
Участниками фестиваля в разное время были Московский художественный театр имени А. П. Чехова, Московский академический театр имени Вл. Маяковского, театр-фестиваль «Балтийский дом», Московский театр Олега Табакова.
Помимо сценической программы, фестиваль предлагает зрителям и образовательные проекты: дискуссии, квесты, аудиопрогулки, путеводители по усадьбе.

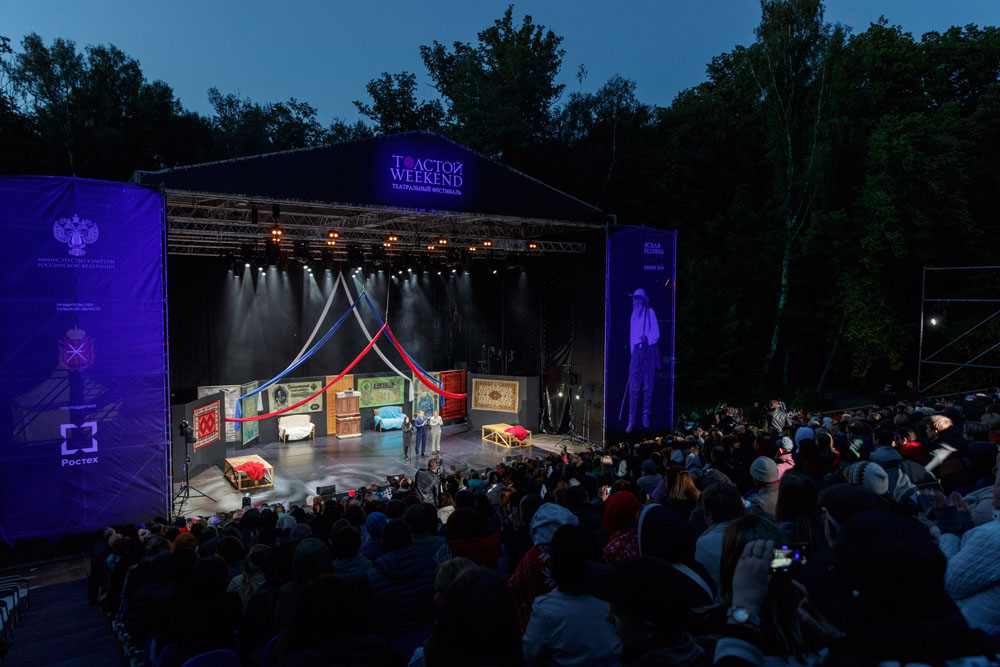
Фестиваль «Толстой» в 2018 году
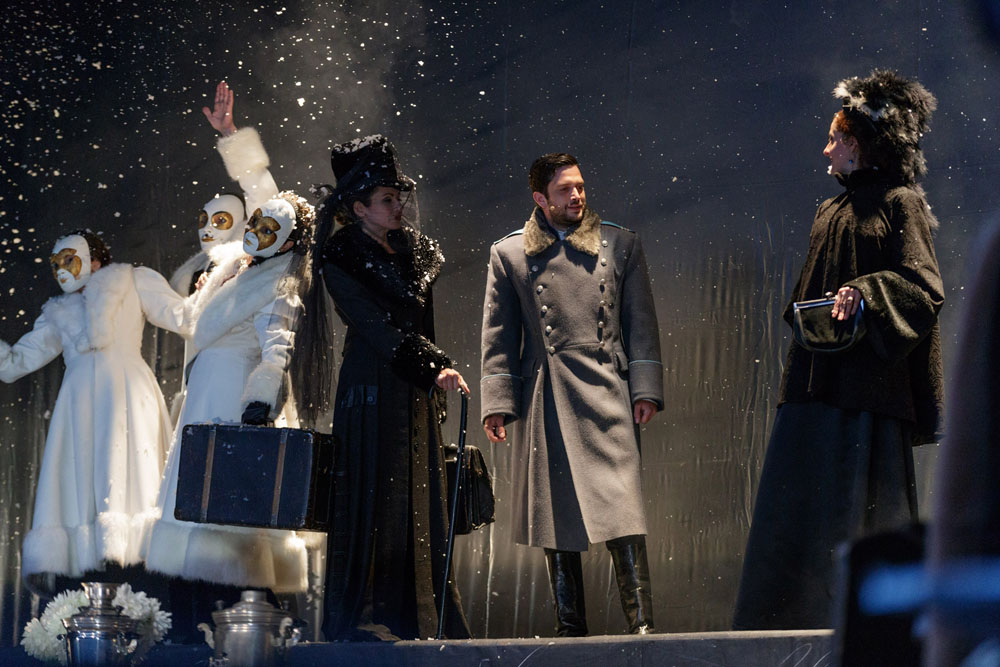
Спектакль «Анна Каренина» в 2019 году